# Campeonato Brasileiro Série A 2008
Campeonato Brasileiro Série A 2008 var Brasiliens högsta nationella fotbollsdivision 2008 och vanns av São Paulo. Divisionen kvalificerade lag till Copa Libertadores 2009 och Copa Sudamericana 2009.
| Nr | Lag                 | S  | V  | O  | F  | GM | IM | MS  | P  |
| -- | ------------------- | -- | -- | -- | -- | -- | -- | --- | -- |
| 1  | São Paulo           | 38 | 21 | 12 | 5  | 66 | 36 | +30 | 75 |
| 2  | Grêmio              | 38 | 21 | 9  | 8  | 59 | 35 | +24 | 72 |
| 3  | Cruzeiro            | 38 | 21 | 4  | 13 | 59 | 44 | +15 | 67 |
| 4  | Palmeiras           | 38 | 19 | 8  | 11 | 55 | 45 | +10 | 65 |
| 5  | Flamengo            | 38 | 18 | 10 | 10 | 67 | 48 | +19 | 64 |
| 6  | Internacional       | 38 | 15 | 9  | 14 | 48 | 47 | +1  | 54 |
| 7  | Botafogo            | 38 | 15 | 8  | 15 | 51 | 43 | +8  | 53 |
| 8  | Goiás               | 38 | 14 | 11 | 13 | 57 | 47 | +10 | 53 |
| 9  | Coritiba            | 38 | 14 | 11 | 13 | 55 | 48 | +7  | 53 |
| 10 | Vitória             | 38 | 15 | 7  | 16 | 48 | 44 | +4  | 52 |
| 11 | Sport[a]            | 38 | 14 | 10 | 14 | 48 | 45 | +3  | 52 |
| 12 | Atlético Mineiro    | 38 | 12 | 12 | 14 | 50 | 61 | −11 | 48 |
| 13 | Atlético Paranaense | 38 | 12 | 9  | 17 | 45 | 54 | −9  | 45 |
| 14 | Fluminense          | 38 | 11 | 12 | 15 | 49 | 48 | +1  | 45 |
| 15 | Santos              | 38 | 11 | 12 | 15 | 44 | 53 | −9  | 45 |
| 16 | Náutico             | 38 | 11 | 11 | 16 | 44 | 54 | −10 | 44 |
| 17 | Figueirense         | 38 | 11 | 11 | 16 | 49 | 72 | −23 | 44 |
| 18 | Vasco da Gama       | 38 | 11 | 7  | 20 | 56 | 72 | −16 | 40 |
| 19 | Portuguesa          | 38 | 9  | 11 | 18 | 48 | 70 | −22 | 38 |
| 20 | Ipatinga            | 37 | 9  | 7  | 21 | 37 | 66 | −29 | 34 |

|  |                                                       |
|  | Mästare och kvalificerade för Copa Libertadores 2009. |
|  | Kvalificerade för Copa Libertadores 2009.             |
|  | Kvalificerade för Copa Sudamericana 2009.             |
|  | Nedflyttade till Serie B 2010.                        |

a.^ Kvalificerade som mästare av Copa do Brasil 2008.